# Alkali-Kieselsäure-Reaktion

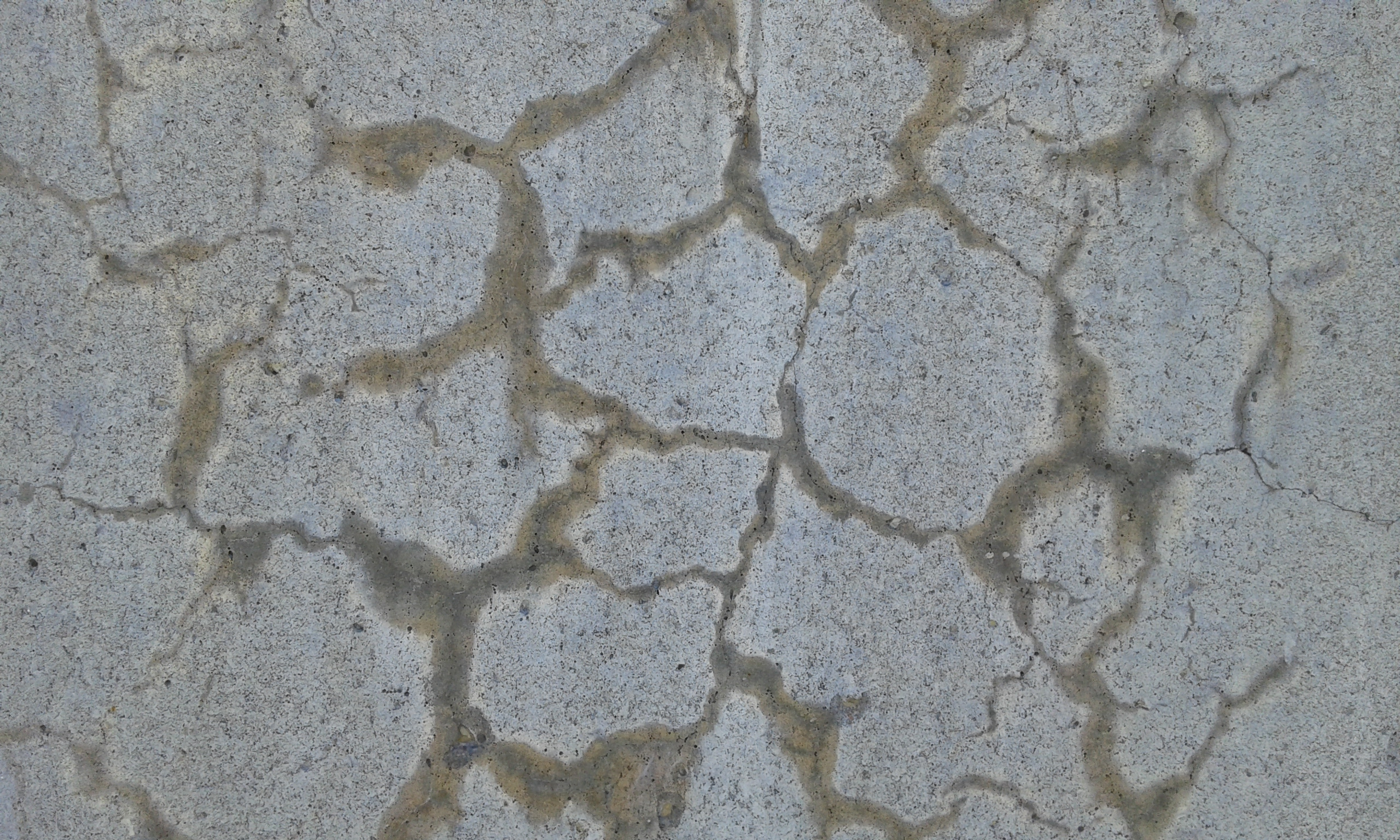
Von der Alkali-Kieselsäure-Reaktion gezeichnete Oberfläche eines Betonpfeilers

Die Alkali-Kieselsäure-Reaktion (kurz AKR) oder auch nur Alkalireaktion oder Alkalitreiben, umgangssprachlich auch Betonkrebs, ist die chemische Reaktion zwischen Alkalien des Zementsteins im Beton und der Gesteinskörnung mit alkalilöslicher Kieselsäure. Die Bezeichnung Alkali-Aggregat-Reaktion (AAR) fasst ähnliche Prozesse zusammen, von denen die AKR die wichtigste ist. Es entstehen aus Löschkalk (Ca(OH)2) und Quarz (SiO2) durch Kristallbildung u. a. Wollastonit und andere Calciumsilicate, z. B. Ca(OH)2 • SiO2.
Die Reaktion kann schwere Schäden an Betonkonstruktionen wie Brücken und Autobahnbelägen hervorrufen. Sie tritt auf, wenn der Beton der Feuchtigkeit ausgesetzt ist und mit Kies hergestellt wurde, der zu viel lösliche Kieselsäuren enthält. In Deutschland wurde der Sanierungsbedarf allein für die von ‚Betonkrebs‘ befallenen Pisten der Flughäfen 2016 auf 1,2 Milliarden Euro geschätzt.

## Ursache und Folgen
In der Literatur gibt es unterschiedliche Überlegungen zum Reaktionsverlauf. Ausgangspunkt ist die Alkalität von reinem Zement, die durch das Calciumhydroxid bestimmt ist. Ca(OH)2 fällt bei pH-Werten über 12,6 aus. Siliciumdioxid in Form von Quarz wird dagegen erst ab einem pH-Wert von 13 merklich gelöst. Beimengungen von Natrium oder Kalium steigern die Alkalität über diesen Wert hinaus. Die einsetzende puzzolanische Reaktion ist normalerweise gewollt, da sie das unerwünschte Calciumhydroxid abbaut:
{\displaystyle {\ce {Ca(OH)2 + H4SiO4 -> Ca^2+ + H2SiO4^2- + 2 H2O -> CaH2SiO4.2 H2O}}}

### Katalyse der AKR durch NaOH oder KOH

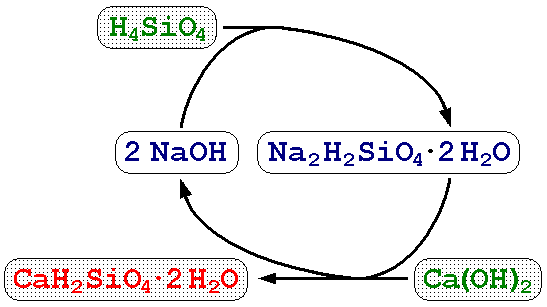
Die Alkali-Kieselsäure-Reaktion als chemischer Kreisprozess

Die obige Summenformel gibt die tatsächliche AKR nicht korrekt wieder, welche durch Alkalihydroxide (NaOH/KOH) bei sehr hohen pH-Werten katalysiert wird. Im Detail laufen etwa folgende zwei Reaktionen ab, welche zusammengenommen die obige Summenformel ergeben:
{\displaystyle {\ce {2 Na(OH) + H4SiO4 -> Na2H2SiO4 + 2 H2O}}}
{\displaystyle {\ce {Na2H2SiO4 + Ca(OH)2 -> CaH2SiO4 + 2 NaOH}}}
Ohne NaOH oder KOH und deren hohe pH-Werte von ca. 13,5 würde das amorphe Silicat nicht angelöst und die Reaktion nicht voranschreiten. Darüber hinaus ist das wasserlösliche Natrium- oder Kaliumsilicat sehr hygroskopisch und schwillt dabei an. Wenn die Gesteinsporen ausgefüllt sind und das sehr viskose Gel nicht austreten kann, steigt der hydraulische Druck im Beton und führt zum Bruch.
Da sie über Jahre hinweg abläuft und Schäden teilweise auch erst nach Jahren auftreten, ist sie wahrscheinlich mitverantwortlich für die Schädigung von Beton durch die AKR.
Je nach Reaktionsbedingungen und Theorie kann das entstehende Calciumsilicathydrat (CSH) eine Diffusionsbarriere aufbauen, die den Zutritt von Alkaliatomen zu siliciumreichen Phasen begünstigt. Dort bildet sich dann ein quellfähiges Alkali-Kieselsäure-Gel oder auch ein quellfähiges CSH-Gel, das durch Volumenvergrößerung den Beton von innen aufbricht.

## Alkaliempfindliche Gesteine
Als alkaliempfindlich gelten Gesteine, die amorphe oder feinkristalline Silicate enthalten, wie z. B. Opalsandstein und poröser Flint. Insbesondere die in Norddeutschland in größeren Mengen vorkommenden Opalsandsteine sowie die Grauwackevorkommen in der Lausitz können schädliche Mengen an alkalilöslicher Kieselsäure enthalten. Durch Verwendung von Zementen mit niedrig wirksamem Alkaligehalt (mit „(na)“ hinter der Normbezeichnung gekennzeichnet) und durch Begrenzung des Zementgehaltes im Beton kann bei Verwendung von Betonzuschlägen mit alkaliempfindlichen Bestandteilen die Alkalireaktion meist vermieden werden. Weitergehende Angaben dazu sind in der Alkali-Richtlinie des Deutschen Ausschusses für Stahlbeton zu finden.

## Betroffene Bauwerke
Betroffen sind nur Betonteile, die mit Wasser in Kontakt kommen, insbesondere Betonfahrbahnen und Betonschwellen. Beton in Gebäuden, der dauerhaft trocken gehalten wird, ist von der AKR-Problematik nach bisheriger Kenntnis nicht betroffen.
Aufgrund von Schäden aus der Alkalireaktion musste unter anderem die 1965/66 erbaute Lachswehrbrücke in Lübeck zwei Jahre später wieder abgerissen werden.
Mitte der 1970er-Jahre begann man in der DDR Ostseekies für die Fertigung von Eisenbahn-Spannbetonschwellen beizumischen, wodurch der Beton sehr schnell kristallisierte und eine zunächst ungewöhnliche Festigkeit erhielt. Unter ständiger Belastung setzte sich die Kristallisation über Jahre bis zur völligen Zerstörung des Betons fort. Betroffen waren mehrere tausend Kilometer Eisenbahnstrecken, was vor allem auf den stark ausgelasteten Hauptbahnen enorme Auswirkungen auf den Zugbetrieb hatte. Zudem waren tausende Fahrleitungs-Masten aus Beton betroffen. Es dauerte auch nach dem Ende der DDR bis zum Ende der 1990er-Jahre, bis alle betroffenen Strecken saniert werden konnten.
Eine vergleichbare Reaktion wurde 2007 im Beton der verbauten Schwellen der Bahnstrecke Berlin–Hamburg festgestellt. Die Sanierung erfolgte 2009.
Im Mai 2009 meldete das Bundesverkehrsministerium, dass etwa 320 Kilometer Betonfahrbahn des deutschen Autobahnnetzes betroffen sind, davon z. B. alleine in Hessen 79 Kilometer der stark frequentierten Bundesautobahn 5, in Sachsen bzw. Sachsen-Anhalt ist die Bundesautobahn 14 betroffen. Außerdem stark in Mitleidenschaft gezogen ist auch die Bundesautobahn 9 von München nach Berlin, die bis 2006 größtenteils erneuert wurde und wieder sanierungsbedürftig ist.
Ein Mitarbeiter des Instituts für Baustoffforschung in Duisburg wies darauf hin, dass durch „Betonkrebs“ entstandene Schäden auf Grund einer Art von Inkubationszeit in der Regel erst fünf bis zehn Jahre nach Fertigstellung der Autobahnen in Erscheinung träten. Der Fachverband Bauwesen der Bauakademie der DDR hat 1988 einen Leitfaden zur Formulierung von Beton veröffentlicht, um das Auftreten von AKR-Schäden zu vermeiden. Bereits im Jahre 1992 wies der Geologe und Mineraloge Gerhard Hempel aus Weimar jedoch darauf hin, dass das Risiko von AKR-Schäden durch die Auswahl der richtigen Gesteinskörnungen reduziert werden könne.
Als Ursache des Eisenbahnunfalls von Burgrain geht die Deutsche Bahn bislang von durch „Betonkrebs“ geschwächten Schwellen aus und tauschte auf dieser Strecke die Schwellen und begann in ganz Deutschland mit dem Tausch von insgesamt rund 200.000 Schwellen gleicher Bauart.
Am 22. November 2022 schrieb die DB, weitere Untersuchungen hätten gezeigt, dass eine bestimmte Gesteinsart, die zur Produktion der Betonschwellen genutzt wurde, mitursächlich für die Schäden sein könnte. Sie begann, weitere 130.000 Betonschwellen anderer Hersteller mit der gleichen Gesteinsart zu überprüfen. Sie prognostiziert Kosten in dreistelliger Millionenhöhe für das Ersetzen von Bahnschwellen.
Brücken mit Betonkrebs sind nach vergleichsweise kurzer Standzeit abrissreif. Dies betrifft in Berlin die Salvador-Allende-Brücke (1981, 2015 abgerissen und ersetzt), Brücke An der Wuhlheide (1989, 2025 abgerissen) und Marggraffbrücke (1969, seit 2022 Ersatz in Bau), die Elbebrücke Bad Schandau (1977, ab 2023 Ersatz in Planung), in Magdeburg die Herrenkrug-Eisenbahnbrücke (1979, 2021 Pfeiler ersetzt).

## Belege
1. ↑  Christoph Rieke: Autobahnen als Millionengräber: Betonkrebs frisst Steuergelder auf. n-tv, 15. Juli 2017, abgerufen am 8. September 2020.
2. ↑  Literaturübersicht in  Christian Öttl: Die schädigende Alkalireaktion von gebrochener Oberrhein-Gesteinskörnung im Beton. 2004 (PDF-Datei; 7,3 MB)
3. ↑  Technische Regel Alkali-Richtlinie:2013-10 DAfStb-Richtlinie - Vorbeugende Maßnahmen gegen schädigende Alkalireaktion im Beton (Alkali-Richtlinie) (online auf beuth.de).
4. ↑  Dietmar Seher, Tobias Bolsmann: „Betonkrebs“ zerfrisst Autobahnen. In: Westfälische Rundschau. Funke Mediengruppe, 14. Mai 2009, abgerufen am 14. Mai 2010.
5. ↑  Nicole Preuß: Betonkrebs frisst sich weiter durch Sachsens Autobahnen. Sächsische Zeitung, abgerufen am 7. April 2010.
6. ↑  Steffen Winter: Blühende Autobahnen. Spiegel Online, abgerufen am 13. Mai 2010.
7. ↑  Vermeidung von Bauwerksschäden infolge Alkali-Kieselsäure-Reaktion (AKR) in Beton. Band 01.88. Bauakademie der DDR, Dezember 1988.
8. ↑  Winfried Borchert: Forscher: Betonkrebs an der A14 war vermeidbar. Mitteldeutsche Zeitung, abgerufen am 13. Mai 2010.
9. ↑  Klaus Ott: Ist "Betonkrebs" schuld am Zugunglück bei Garmisch-Partenkirchen? In: Süddeutsche Zeitung. 19. August 2022, abgerufen am 18. Oktober 2022.
10. ↑  Sandra Demmelhuber: Nach Zugunglück bei Garmisch: Strecke Mitte November wieder frei. In: BR.de. Bayerischer Rundfunk, 12. Oktober 2022, abgerufen am 18. Oktober 2022.
11. ↑   Thiemo Heeg (FAZ): Wenn die Verkehrswege wegbröseln (faz.net vom 27. November 2022)